# جون أرشيبالد ميلز
جون أرشيبالد ميلز هو سياسي كندي، ولد في 19 أغسطس 1910 في كندا، وتوفي في 15 أبريل 1986 في إدمونتون في كندا. حزبياً، نشط في الحزب الليبيرالي الألبرتي. وقد انتخب عضو الجمعية التشريعية ألبرتا.